# Футбольная ассоциация Ботсваны
Футбо́льная ассоциа́ция Ботсва́ны (англ. Botswana Football Association) — организация, осуществляющая контроль и управление футболом в Ботсване. Располагается в Габороне. ФАБ считает своей официальной датой основания 1970 год, вступила в КАФ в 1976 году, а в ФИФА — в 1978 году, но известно, что уже в 1965 году она стала первой организацией, аффилированой с Национальным спортивным советом Ботсваны. В 1997 году стала членом-основателем КОСАФА.
Ассоциация организует деятельность и управляет национальными сборными по футболу (мужской, женской, молодёжными). Под эгидой ассоциации проводятся мужской и женский чемпионаты Ботсваны, а также многие другие соревнования. ФАБ была удостоена права провести и организовать юниорский чемпионат Африки и молодёжный Кубок вызова КОСАФА (оба турнира прошли в 1997 году).
Ассоциация сотрудничает с компанией All Kasi, которая поставляет форму для сборных страны, являясь их техническим спонсором.
На эмблеме ассоциации изображены зебры — именно такое прозвище имеют все сборные страны.

## Скандал с окружными лигами
В сентябре 2010 года выяснилось, что в 2008 году главный исполнительный директор БФА Тош Кготлеле ввёл в заблуждение всю страну, сообщив через пресс-службу, что ФИФА собирается приостановить членство ассоциации из-за окружных турниров, предложенных Президентом страны Яном Кхамой, хотя речь шла только о намерении сообщить о сложившейся ситуации, противоречащей международным правилам, в Комитет по лигам.

## Руководство
| Должность             | Имя                |
| --------------------- | ------------------ |
| Президент             | Тебого Себего      |
| Вице-президент        | Бойс Себетела      |
| Генеральный секретарь | Кагисо Кемоэнг     |
| Казначей              | Мотлогелва Маршлоу |